# Wickenby
Wickenby är en ort och civil parish i Storbritannien.   Den ligger i grevskapet Lincolnshire och riksdelen England, i den sydöstra delen av landet, 200 km norr om huvudstaden London. Wickenby ligger 24 meter över havet och antalet invånare är 217.
Terrängen runt Wickenby är platt. Runt Wickenby är det ganska tätbefolkat, med 83 invånare per kvadratkilometer. Närmaste större samhälle är Lincoln, 15,5 km sydväst om Wickenby. Trakten runt Wickenby består till största delen av jordbruksmark.